# Kössen
Kössen is een gemeente in de Oostenrijkse deelstaat Tirol, en maakt deel uit van het district Kitzbühel.
Kössen telt 4209 inwoners.
Het grensdorp ligt op een hoogte van 588 meter in een dal tussen de Chiemgauer Alpen (Duitsland) in het noorden en het Kaisergebergte in het zuiden. De noordelijke en oostelijke grens van de gemeente vormen tevens de grens met de Duitse deelstaat Beieren. De buurgemeenten van Kössen zijn Aschau im Chiemgau, Kirchdorf in Tirol, Reit im Winkl, Schleching, Schwendt, Unterwössen, Waidring en Walchsee. De gemeente heeft een totale oppervlakte van 69,3 km².

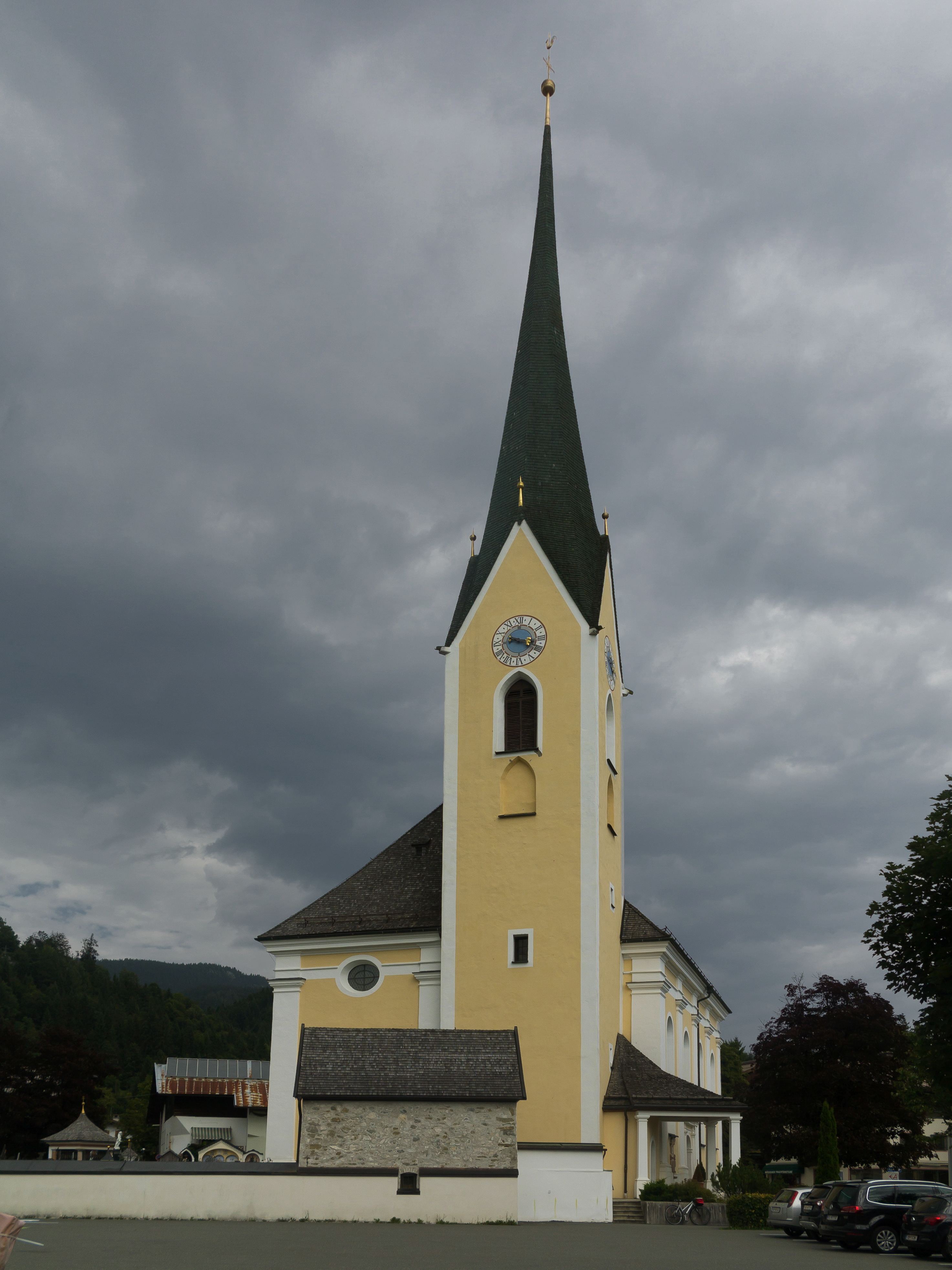
Kössen, kerk: die Katholische Pfarrkirche Sankt Petrus und Paulus

## Toerisme
Economisch wordt Kössen gedomineerd door het toerisme. Het dorp is vooral bekend bij deltavliegers en paragliders. Daarnaast richt het dorp zich steeds meer op de wintersport. Naast 162 km aan langlaufloipes is met name het alpineskiën enorm in ontwikkeling. Sinds 1997 richt het dorp zich volledig op de Unterberg. Op deze 1800 meter hoge berg zijn inmiddels alle voorzieningen en de skischool gevestigd. Voor 1997 waren de skiliften verspreid over de Unterberg, Staffenberg en de Moserberg. Op de Staffenberg staan nog altijd de vervallen restanten van de oude stoeltjeslift. Op de Unterberg zijn inmiddels moderne skivoorzieningen verrezen, waaronder een 6-persoons gondellift, drie stoeltjesliften en zeven sleepliften. De totale hoeveelheid skipistes is met 27 km echter beperkt. Het skigebied is met name in de weekenden en vakanties in trek bij dagtoeristen uit Zuid-Duitsland, maar desondanks verblijven de toeristen elk jaar bij elkaar ongeveer 600.000 nachten in het dorp.